# Andrea Moses
Andrea Moses (* 1972 in Dresden) ist eine deutsche Regisseurin.

## Leben
Andrea Moses wurde 1972 in Dresden geboren. Sie studierte Germanistik, Geschichte und Theaterwissenschaft an der Karl-Marx-Universität Leipzig und der Humboldt-Universität in Berlin. Von 1993 bis 1996 folgte das Studium der Schauspielregie an der Hochschule für Schauspielkunst (HfS) „Ernst Busch“ Berlin und Gaststudium am GITIS (Staatliches Institut für Theaterkunst; 1994 umbenannt in Russische Akademie für Theaterkunst RATI). An der Karl-Marx-Universität Leipzig war sie Mitglied des Universitätschores.
Seit 1996 inszenierte sie an den Staatstheatern in Dresden, Cottbus, Stuttgart, Schwerin, den Bühnen in Kiel, Rostock, Altenburg-Gera, Erlangen, beim Kunstprojekt Superumbau in Hoyerswerda und am Maxim-Gorki-Theater Berlin. Mit den Schauspielproduktionen Demetrius nach Puschkin/Schiller/Hebbel mit dem Faust-Ensemble von Peter Stein am Schauspiel Hannover/Expo 2000 und Clavigo von Goethe am Linnateater/Stadttheater in Tallinn (Estland) gastierte sie auch in Berlin und Stuttgart. Die Deutsche Erstaufführung Schwarze Milch von Wassilij Sigarew am Maxim Gorki Theater Berlin gastierte in Nowosibirsk und Omsk (Russland).
Nach der Operette Der Graf von Luxemburg (Franz Lehár) 2005 am Südthüringischen Staatstheater Meiningen debütierte Andrea Moses ebenda erfolgreich mit Salome von Richard Strauss im Musiktheater. Opern an der Semperoper Dresden (unter anderem Gadzo – eine Zigeuneroper von Johannes Wulff-Woesten) und am Staatstheater Braunschweig (Die Schönheitsfalle von Karen Rehnqvist) folgten. Nach Strauss’ Elektra in Meiningen inszenierte sie die Deutsche Erstaufführung von Zaide/Adama (Wolfgang Amadeus Mozart/Chaya Czernowin) am Theater Bremen und gastierte mit dieser Arbeit beim Mozart-Sommer in Mannheim. In der Spielzeit 2008/09 inszenierte sie Brechts Mutter in Oberhausen, Turandot (Giacomo Puccini) am Deutschen Nationaltheater Weimar und The good soldier Schwejk (Robert Kurka) an der Oper Halle. 2010 und 2011 war sie künstlerische Mitwirkende beim F.I.N.D. Festival an der Berliner Schaubühne.
In den Spielzeiten 2009/10 und 2010/11 war sie Chefregisseurin für Musiktheater und Schauspiel am Anhaltischen Theater Dessau und in den Spielzeiten 2011/12 bis 2013/14 als Leitende Regisseurin an der Staatsoper Stuttgart verpflichtet. 2012 wird ihr Bremer Don Giovanni (Wolfgang Amadeus Mozart) an die Staatsoper Stuttgart übernommen und von arte/3Sat/SWR aufgezeichnet.
An der HfM „Hanns Eisler“ gibt sie seit 2013 Meisterkurse; seit 2004 unterrichtete sie zunächst als Dozentin für Schauspielregie an der HfS „Ernst Busch“ in Berlin, seit Oktober 2015 kontinuierlich als Gastprofessorin; in den Jahren 2014 und 2015 gab sie Meisterkurse für Musiktheaterregie der drei Berliner Opernhäuser.
Seit 2015 ist sie wieder als freischaffende Regisseurin u. a. an der Staatsoper Berlin tätig, wo sie unter der musikalischen Leitung von Daniel Barenboim Die Meistersinger von Nürnberg (Richard Wagner) inszenierte, an der Staatsoper Wien die Uraufführung Die Weiden (Johannes Maria Staud und Durs Grünbein) unter der musikalischen Leitung von Ingo Metzmacher, dem Deutschen Nationaltheater Weimar u. a. für die Uraufführungen The Circle (Ludger Vollmer nach Dave Eggers), Welcome to Paradise Lost (Jörn Arnecke und Falk Richter) und Missing in Cantu (Johannes Maria Staud und Thomas Köck), in Salzburg, wo sie unter der musikalischen Leitung von René Jacobs Die Entführung aus dem Serail (Wolfgang Amadeus Mozart) auf die Bühne brachte.
Seit 2021 ist Andrea Moses Operndirektorin und Hausregisseurin am Deutschen Nationaltheater Weimar und gründet gemeinsam mit Michael Höppner das Festival für Neue Musik Passion: SPIEL in Zusammenarbeit mit der HfM Franz Liszt Weimar. Aus der Uraufführungsbesetzung von Welcome to Paradise Lost entwickelt sie gemeinsam mit ihrem Team den Musiktheaterjugendclub des DNT.
Andrea Moses war 2008 für den Faust-Preis des Deutschen Bühnenvereins in der Kategorie „Beste Regie im Musiktheater 2008“ für ihre Inszenierung Elektra von Richard Strauss am Südthüringischen Staatstheater Meiningen nominiert. Für diese Produktion erhielt sie durch Beschluss der Mitglieder den Preis „Inszenierung des Jahres“ des Vereins „Meininger Theaterfreunde“.
Im Jahr 2010 wurde sie erneut für den Faust-Preis in der Kategorie „Beste Regie im Musiktheater“ nominiert; dieses Mal für die Lohengrin-Inszenierung am Anhaltischen Theater Dessau.
Sie erhält seit 2007 in den jährlichen Kritikerumfragen der Fachzeitschriften Opernwelt und Deutsche Bühne vielfache Nennungen in den Kategorien Regisseur des Jahres und Inszenierung des Jahres. Für ihre Arbeit in Weimar erhält Andrea Moses nun zusammen mit ihrem Team den »Preis der Deutschen Theaterverlage 2024« der Stiftung Verband deutscher Bühnen- und Medienverlage, der in besonderer Weise das Engagement für zeitgenössisches Musiktheater beziehungsweise zeitgenössische Dramatik würdigt. Sie ist Mitglied der Jury des Götz-Friedrich-Preises, des Grazer Ring Awards, der Akademie Musiktheater heute und wurde 2024 in die Sächsische Akademie der Künste berufen.

## Inszenierungen
- 1990 Medusa (Tanztheater v. Koch/Moses, UA) – Dresdner Zentrum für zeitgenössische Musik / Semperoper Dresden
- 1993 Das Judenauto (Fühmann) – Theatre de Grütli, Genf
- 1996 Yvonne, die Burgunderprinzessin (Gombrowicz) – Staatsschauspiel Dresden
- 1997 Das Schmürz oder die Reichsgründer (Vian) – Staatsschauspiel Dresden
- 1997 Russische Woche (Szenische Lesungen) – Baracke am DT Berlin
- 1997 Dostojewskijs Devils (nach Dostojewskij, UA) – Staatsschauspiel Dresden
- 1998 Medea von Euripides – Bühnen der Landeshauptstadt Kiel
- 1999 Die Sanfte (nach Dostojewskij, UA) – Volkstheater Rostock
- 1999 Demetrius (nach Schiller/Puschkin/Hebbel) – Faust-Ensemble Peter Stein Expo 2000 / Staatstheater Hannover
- 2000 Räuber (nach Schiller/B.E. Ellis unter anderem) – Bühnen der Landeshauptstadt Kiel
- 2000 Clavigo (Goethe) – Linnatheater Tallinn, Estland
- 2001 Tartuffe (Moliere) – Staatstheater Schwerin
- 2001 Die Brücke (Tätte, Szenische Lesung) – Staatstheater Stuttgart
- 2001 Prinz Friedrich von Homburg (Kleist) – Staatstheater Cottbus
- 2002 Der Doppelgänger (nach Dostojewskij unter Verwendung der Matthäuspassion von J.S. Bach, UA) – Staatstheater Stuttgart
- 2002 Die Schneekönigin(Schwarz) – Staatstheater Cottbus
- 2003 Schwarze Milch (Sigarew, DE) – Maxim Gorki Theater Berlin
- 2003 Milarepa (Schmitt) – Staatstheater Cottbus
- 2003 Kap der Unruhe (Matusche) – Laientheaterprojekt in Hoyerswerda, SUPERUMBAU
- 2004 Der aufhaltsame Aufstieg des Arturo Ui (Brecht) – Theater Altenburg-Gera
- 2004 Das Elend der Welt von Pierre Bourdieu et al. (DE) – Projekt mit Regiestudenten der HfS Ernst Busch Berlin / Maxim Gorki Theater Berlin
- 2004 Barackenwind – Film über Kap der Unruhe, Hoyerswerda
- 2004 Der Graf von Luxemburg (Lehár) – Staatstheater Meiningen
- 2005 Der Regenwettermann (Matusche) – Maxim Gorki Theater Berlin
- 2005 5 Tage im Juni (Heym) – Maxim Gorki Theater Berlin
- 2005 Maria Stuart (Schiller) – Theater Altenburg-Gera
- 2006 Salome (Strauss) – Staatstheater Meiningen
- 2006 Gadzo (Wulff-Woesten/Moses/Wegner, UA) – Semperoper Dresden
- 2007 Die Schönheitsfalle (Rehnqvist), Staatstheater Braunschweig
- 2007 Der Drache (Schwarz), Theater Erlangen
- 2007 Elektra (Strauss), Staatstheater Meiningen
- 2008 Zaide/Adama (W.A.Mozart/C. Czernowin, DE), Bremer Theater
- 2008 Die Mutter (Brecht), Theater Oberhausen
- 2009 Turandot (Puccini), Deutsches Nationaltheater Weimar
- 2009 Der brave Soldat Schwejk (Kurka), Oper Halle
- 2009 Lohengrin (Wagner), Anhaltisches Theater Dessau
- 2010 Don Giovanni (Mozart), Bremer Theater
- 2010 Die weisse Fürstin (Márton Illés), Uraufführung, Münchener Biennale, Oper Kiel
- 2010 Sommer Nacht Traum, Anhaltisches Theater Dessau
- 2010 Turandot (Puccini), Anhaltisches Theater Dessau
- 2011 Chowanschtschina (Mussorgski), Anhaltisches Theater Dessau
- 2011 La damnation de Faust (Berlioz), Staatsoper Stuttgart
- 2012 Wozzeck (Berg), Staatsoper Stuttgart
- 2012 Chowanschtschina (Mussorgski), Deutsches Nationaltheater Weimar
- 2012 Don Giovanni (Mozart), Staatsoper Stuttgart (aufgezeichnet durch ARTE/3sat und SWR)
- 2012 Iphigenie in Aulis (Gluck), Staatsoper Stuttgart
- 2013 Der fliegende Mensch – eine Junkers-Saga (Tine Rahel Völker, UA), Anhaltisches Theater Dessau
- 2013 La Cenerentola (Rossini), Staatsoper Stuttgart
- 2013 Falstaff (Verdi), Staatsoper Stuttgart
- 2014 Kinder der Sonne (Gorki), gemeinsam mit Oliver Reese Schauspiel Frankfurt
- 2014 La Bohème (Puccini), Staatsoper Stuttgart
- 2014 Chowanschtschina (Mussorgski), Staatsoper Stuttgart
- 2015 Unerträglich lange Umarmungen UA von Iwan Wyryypajew, DT Berlin
- 2015 Die Meistersinger von Nürnberg (Wagner), Deutsche Staatsoper Berlin[13][14]
- 2015 Il primo omicidio overo Cain – Cain und Abel (Antonio Scarlatti) Hans-Otto-Theater Potsdam und Kammerakademie Potsdam[15]
- 2016 Der Freischütz (Weber), Deutsches Nationaltheater Weimar
- 2017 Don Carlo (Verdi), Staatstheater Braunschweig
- 2018 Die Entführung aus dem Serail (Mozart), Mozartwoche Salzburg[16]
- 2018 Die Weiden (Staud / Grünbein), Uraufführung, Wiener Staatsoper[17]
- 2019 Minutenopern (DAS NEUE ALPHABET, Performances kuratiert von Alexander Kluge), HKW in Zusammenarbeit mit Regiestudierenden der HfS Ernst Busch und Schauspielstudierenden der UdK Berlin
- 2019 Das Judenauto (Fühmann) mit Flüchtlingen der Integrationsklasse der Fachoberschule Kulmbach, Theater Baumann Kulmbach
- 2019 The Circle, Oper von Ludger Vollmer nach dem Buch von David Eggers, Uraufführung am Deutsches Nationaltheater Weimar[18]
- 2020 Mephisto (Klaus Mann / Tom Lanoye), Mecklenburgisches Staatstheater Schwerin[19]
- 2021 Aida (Verdi), Deutsches Nationaltheater Weimar[20]
- 2022 Recital for Cathy (Berio), Deutsches Nationaltheater Weimar, Passion: SPIEL[21]
- 2022 Welcome to Paradise Lost (Arnecke/Richter), Uraufführung am Deutschen Nationaltheater Weimar / Kunstfest Weimar[22]
- 2023 Der Silbersee (Weill/Kaiser), Deutsches Nationaltheater Weimar
- 2023 Angels in America (Eötvös/Kushner) Theater Bremen[23]
- 2023 Herzensgrund (Bach/Kagel) Deutsches Nationaltheater Weimar, Passion: SPIEL[24]
- 2023 Missing in Cantu (Staud/Köck) Uraufführung am Deutschen Nationaltheater Weimar / Kunstfest Weimar
- 2025 La traviata (Verdi), Deutsches Nationaltheater Weimar[25]
- 2025 Brundibár (Krása), Deutsches Nationaltheater Weimar[26]
- 2025 Adam und Eva (Svoboda) Uraufführung bei den Schwetzinger SWR Festspielen[27]